# 천수답
천수답(天水畓)은 저수지나 지하수 펌프 등의 관개 시설이 없어, 물 공급을 오로지 비에만 의존하는 형태의 논을 말한다.